# Thaler Maria Theresia

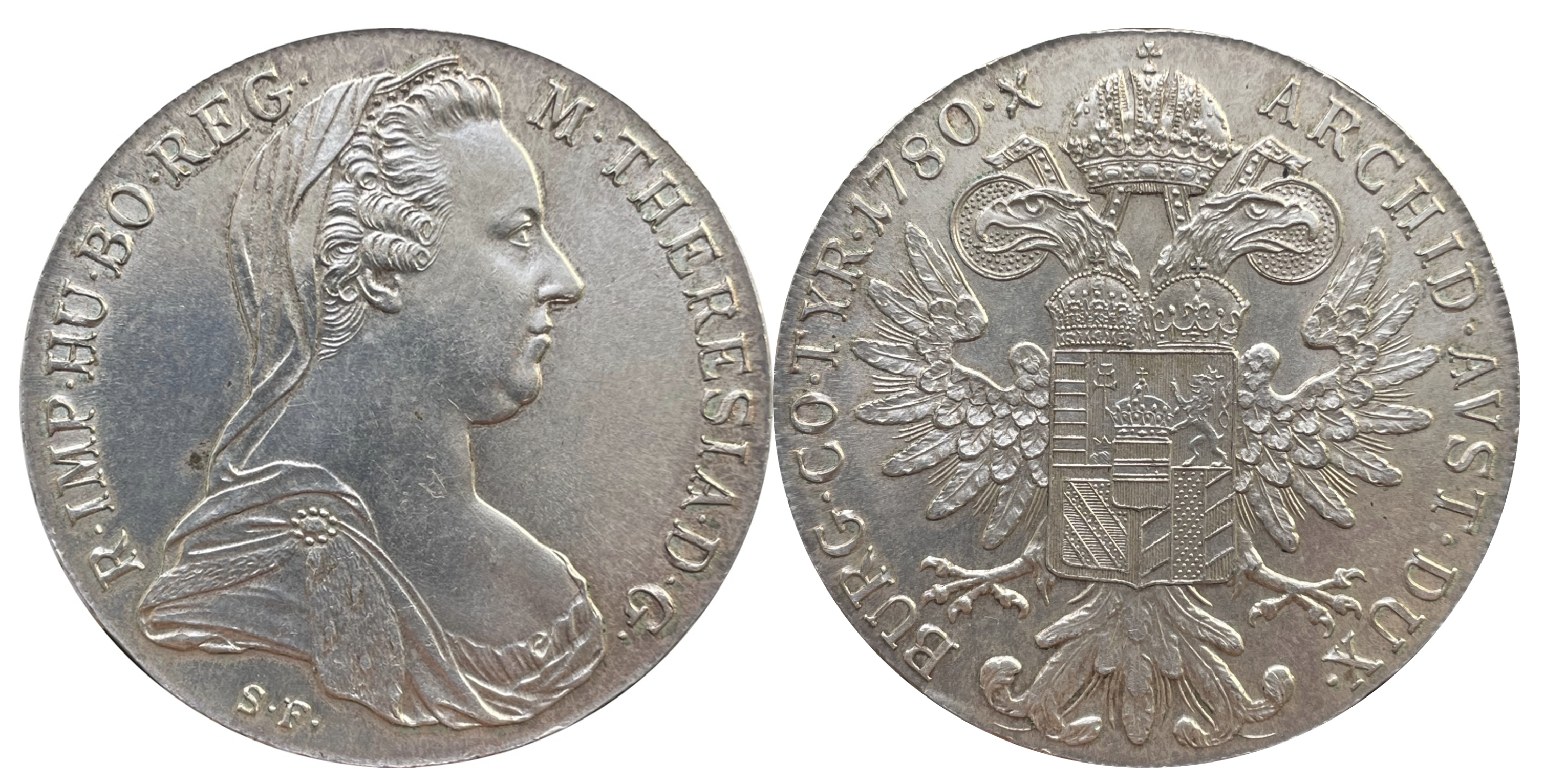
1 thaler Maria Theresia - 1780

Thaler Maria Theresa (MTT), là một loại tiền xu được đúc bằng bạc thỏi và là một "Conventionsthaler" đã lưu hành liên tục trong thương mại thế giới kể từ khi nó được đúc lần đầu tiên vào năm 1741. Xu bạc này được đặt theo tên của Nữ hoàng Maria Theresa, người cai trị của Công quốc Áo, Hungary và Bohemia - nhà cai trị cuối cùng thuộc Nhà Habsburg, mặt trước của xu bạc này là chân dung của bà.
Năm 1741, xu bạc Thaler Maria Theresa (MTT) đời đầu tiên được đúc theo tiêu chuẩn của Reichsthaler với tỷ lệ là 81,2% bạc, tương đương với 25,98 gam. Vào năm 1750, loại xu bạc Maria Theresa mới được đúc với hàm lượng bạc là 23,39 gam. Kể từ năm 1751 đồng bạc Thaler Maria Theresa đã trở thành một đồng tiền thương mại.
Sau khi Maria Theresa qua đời vào năm 1780, đồng bạc này được đúc sau đó luôn để là năm 1780. Vào ngày 19/09/1857, Hoàng đế Francis Joseph đã tuyên bố đồng bạc Maria Theresa là một loại tiền đúc thương mại chính thức. Hơn một năm sau, vào ngày 31/10/1858, nó mất vị thế là đơn vị tiền tệ ở Áo.
Thaler Maria Theresa được tìm thấy nhiều ở các quốc gia Ả Rập Tây Á, đặc biệt nhiều ở Ả Rập Saudi, Yemen, Oman; Ngoài ra còn phát hiện nhiều ở Ethiopia, Ấn Độ. Trong thời kỳ Nhật Bản chiếm đóng Indonesia ở Thế chiến thứ hai, người dân tín nhiệm đồng bạc Maria Theresa hơn là đồng tiền do lực lượng chiếm đóng phát hành, vì thế mà Cơ quan Tình báo chiến lược đã tạo ra đồng bạc Maria Theresa giả để sử dụng cho các lực lượng kháng chiến.

## Chi tiết
Thaler có đường kính 39,5–41 mm (1,56–1,61 in) và dày 2,5 mm (0,098 in), nặng 28,0668 gam (0,99003 oz) và chứa 23,386 gam (0,752 troy ounce) bạc. Đồng xu chứa 83,3% bạc nguyên chất và 1,66% đồng. Những xu thaler loại này được đúc ở Rome nhẹ hơn một chút do được đúc với tỷ lệ bạc 83,5% so với 83,3%.
Dòng chữ trên mặt trước của đồng xu này bằng tiếng Latinh: "M. THERESIA D. G. R. IMP. HU. BO. REG." Mặt sau có dòng chữ "ARCHID. AVST. DUX BURG. CO. TYR. 1780 X". Nó là chữ viết tắt của "Maria Theresia, Dei Gratia Romanorum Imperatrix, Hungariae Bohemiaeque Regina, Archidux Austriae, Dux Burgundiae, Comes Tyrolis. 1780 X", có nghĩa là, "Maria Theresa, bởi ân điển của Chúa, Nữ hoàng của người La Mã, Nữ hoàng của Hungary và Bohemia, Nữ Đại công tước Áo, Nữ công tước xứ Bourgogne, Nữ bá tước xứ Tyrol. 1780 ". Chữ "X" thực sự là một cây thánh giá Saltire hoặc Burgundian, và được thêm vào năm 1750. Xung quanh vành của đồng tiền là khẩu hiệu trị vì của bà: "Justitia et Clementia", nghĩa là "Công lý và Sự minh bạch".

## Đúc tiền bên ngoài lãnh thổ Áo
Thaler Maria Theresa nhanh chóng trở thành một đồng tiền quan trọng trong thương mại và một số quốc gia bắt đầu cho đúc loại xu bạc này. Các xưởng đúc thaler Maria Theresa ngoài Áo gồm: Birmingham, Bombay, Brussels, London, Paris, Rome và Utrecht, ngoài các xưởng đúc thuộc vương triều Habsburg ở Günzburg, Hall, Karlsburg, Kremnica, Milan, Prague và Vienna. Từ năm 1751 đến năm 2000, có khoảng 389 triệu xu bạc thaler Maria Theresa được đúc đưa ra thị trường.
Năm 1935, Mussolini nhận được nhượng quyền đúc đồng bạc thaler Maria Theresa trong 25 năm. Chính phủ Ý đã ngăn chặn các ngân hàng và các nhà kinh doanh không phải là người Ý thu gom xu bạc này, do đó Pháp, Bỉ và Anh bắt đầu cho đúc xu bạc thaler để hỗ trợ lợi ích kinh tế của họ ở Biển Đỏ, Vịnh Ba Tư và Bờ Đông của Châu Phi. Năm 1961, nhượng quyền 25 năm kết thúc và Cộng hoà Áo sử dụng các kênh ngoại giao thúc ép các chính phủ liên quan ngừng đúc thaler Maria Theresa. Vương quốc Anh là chính phủ cuối cùng chính thức đồng ý với yêu cầu này vào tháng 2 năm 1962.
Thaler Maria Theresa đã được sử dụng làm tiền tệ ở nhiều khu vực châu Phi và Trung Đông cho đến sau Thế chiến thứ hai. Nó được lưu hành phổ biến từ Bắc Phi đến Somalia, Ethiopia, Kenya, và dọc theo bờ biển Tanzania đến Mozambique. Sự phổ biến của nó ở khu vực Biển Đỏ đến mức các thương gia sẽ không chấp nhận bất kỳ loại tiền tệ nào khác trong quá trình giao thương. Chính phủ Ý đã cho đúc một đồng xu được thiết kế tương tự với hy vọng thay thế xu bạc thaler Maria Theresa, nhưng nó không bao giờ được chấp nhận. Đồng tiền này vẫn còn phổ biến ở Bắc Phi và Trung Đông cho đến ngày nay.

## Ethiopia
Thaler Maria Theresia lần đầu tiên được ghi nhận là lưu hành ở Ethiopia dưới thời Hoàng đế Iyasu II (1730–1755). Theo nhà du hành James Bruce, đồng xu này, không bị mất giá trị như các loại tiền tệ khác, nó đã thống trị các khu vực ông đến thăm vào năm 1768. Joseph Kalmer và Ludwig Hyun trong cuốn sách Abessinien ước tính rằng hơn 20% trong số 245 triệu đồng MTT được đúc cho đến năm 1931 đã đến Ethiopia. Năm 1868, đoàn thám hiểm quân sự của Anh tới Magdala, kinh đô của Hoàng đế Tewodros II, dưới sự chỉ huy của Thống chế Robert Napier, đã mang theo MTT để thanh toán chi phí ở địa phương. Năm 1890, người Ý giới thiệu đồng xu Tallero Eritreo, đúc ăn theo Thaler Maria Theresia, tại thuộc địa mới Eritrea của họ, đồng thời hy vọng áp đặt nó trong thương mại với Ethiopia. Tuy nhiên, phần lớn họ vẫn không thành công. Vào đầu những năm 1900, Hoàng đế Menelik II đã cố gắng đúc tiền thaler Menelik với mặt trước là chân dung của mình nhưng không thành công. Ngân hàng Abyssinia mới thành lập cũng phát hành tiền giấy có mệnh giá bằng thaler. Bắt đầu từ năm 1935, người Ý đã đúc MTT tại xưởng đúc tiền ở Rome để sử dụng trong cuộc chinh phục Ethiopia. Sau đó, trong Thế chiến thứ hai, người Anh đã đúc khoảng 18 triệu MTT ở Bombay để sử dụng trong chiến dịch đánh đuổi người Ý ra khỏi Ethiopia.

## Liên kết
- The Maria Theresia Taler 1780 – Provides information including history, description of variants, strike dates, valuation list, medals, and forgeries.
- Austrian Mint Lưu trữ ngày 23 tháng 2 năm 2021 tại Wayback Machine – The place where the coin is minted to this day.